# 마츠모토 준
마츠모토 준(일본어: 松本潤, 1983년 8월 30일 ~ )은 일본의 가수, 배우, 라디오 진행자, 콘서트 감독, 댄서, 모델이다. 애칭은 마츠준(일본어: 松潤)이다.

## 약력
- 1996년 5월 17일 중학교 1학년때 지금의 사무소에 입사했다. 1997년 《보험 조사원 시가라미 타로의 사건부》제3작 사누키 살인사건으로 단편 드라마 조연을 맡아 배우로 데뷔했다[1][2]. 이후 그는 단역으로 여러 드라마에 출연했다.
- 같은 해 10월 18일에 방송된 《우리들의 용기 미만 도시》에서 처음으로 연속 드라마에 비중 있는 역할로 출연했다[3].

- 1998년에 《신주쿠 소년 탐정단》에서 처음으로 영화에 출연했다[4].

- 1999년 4월에 호리코시 고등학교 보통과 트레이트 코스에 입학해, 2002년 3월에 졸업했다. 호리코시 고등학교 동창과 지금도 교류가 있다[5].

- 2001년, 《김전일 소년 사건부제 3 시리즈》(니혼TV)의 김전일(일본명 긴다이치 하지메) 역으로 주목을 끌었다[6].
- 2002년, 여배우 나카마 유키에와 드라마 《고쿠센 1기》에 출연했다.
- 2003년, 여배우 코유키와 함께 《너는 펫》이라는 연속드라마에 출연하는 등 다수의 드라마, 영화에 출연하며 인지도를 올렸다.

- 처음 출연한 광고는 2001년부터 2003년에 걸쳐 일본 맥도날드의 「살몬맥 뮈니에르풍」의 텔레비전 광고이다. 같은 시기에, 일본 코카·콜라의 「코카·콜라」 캠페인의 텔레비전 광고에도 출연했다.

- 2004년, 에쿠니 가오리의 영화 《도쿄타워》에 출연하여 화제가 되었고, 인지도를 한층 더 높였다[7].

- 2007년에는 이탈리아 요리 드라마《밤비노》에 출연하여 화제가 되었다. 밤비노에 출연한 이후로 자주 요리를 만들고 있다고 밝혔다[8].

- 2014년 1월, 이시하라 사토미, 미즈하라 키코와 《실연 쇼콜라티에》에 함께 출연했다.

- 2016년, 카가와 테루유키와 연속드라마 《99.9 ~형사 전문 변호사~》 시즌1에 출연하였다[9].

- 2018년, 《99.9 ~형사 전문 변호사~》 시즌2에 출연하였다[10].

- 2021년, 《99.9-형사 전문 변호사-THE MOVIE》 영화판이 개봉될 예정이다[11].

- 2022년 TV 드라마 《이웃의 치카라》으로 TV 아사히 계열의 연속극에서는 처음으로 주연을 맡는다[11].
- 2023년에는 처음으로 대하드라마 출연이 결정되어 NHK 대하드라마 《어쩌지 이에야스》에서 도쿠가와 이에야스 역으로 주연을 맡을 예정이다[11].

## 인물
- 가족구성원은 아버지, 어머니, 누나(같은 그룹멤버인 사쿠라이 쇼와 동갑)의 2남매 4인 가족이다[12]. 유년기는 수영, 축구, 야구, 습자, 주판등 여러가지를 배웠다[13].

- 좋아하는 음식은 소바, 초밥이다[14][15].

- 직접 요리하는 것을 좋아하고, 킷코만 우치노고항의 CM 발표회에서 요리를 선보인 적 있다[16].

- 호리코시 고등학교 졸업생이며 고교시절에 마츠다 류헤이, 나카무라 시치노스케, 미즈카와 아사미, 히라야마 아야와 함께 학교를 다녔다[5]. 고등학교때 친구들은 마츠모토를 맛층이라고 부른다고 한다.[17]

- 카가와 테루유키와 사적으로 함께 식사하러 가는 사이다. 카가와 테루유키와는 《99.9-형사 전문 변호사-》시리즈에 공동 출연하고 있었다[18]. 연예계에서 제일 사이가 좋다고 한다. 그 외, 《99.9 - 형사 전문 변호사 - SEASONⅡ》에서 공동 출연한 쇼후쿠테이 츠루베와도 친분이 있다[9].

- 2003년의 하나마루 마켓이라는 방송에서 동경하고 있는 연예인은 마츠 타카코라고 말하고 있다.[19]

- 아라시멤버들의 콘서트를 프로듀서한 능력으로 마츠모토 준의 소속사인 쟈니즈에서 열리는 콘서트 감독을 하고 있다.

- 멤버중에서는 활동을 휴지중인 메인댄서 이자 리더인 오노 사토시와 댄서중에서도 투톱을 맡고있다. 네이버에 오노 사토시와 마츠모토 준을 클릭하면 이이야기가 오고간다.

## 출연

### 텔레비전 드라마

#### 드라마
- 보험 조사원 시가라미 타로의 사건부 제3편 "사누키진 사건" (TBS, 1997년 4월 28일)
- 우리들의 용기 미만 도시 (NTV, 1997년 10월 18일 - 12월20일)
- 또 하나의 심장 (NHK, 1997년 10월 11일)
- 필요없는 사람 (NHK, 1998년 10월 4일)
- BOYS BE…Jr
  - "백열! 연애하고 싶은 증후군" (NTV, 1998년)
- 열혈연애도 (NTV, 1999년)
  - 제2화 "case2 : 사자자리의 A형 BOY" (1999년)
  - 제11화 "case11 : 쌍둥이 자리의 B형 BOY" (1999년)
- 무서운 일요일 최종회 "헌옷 가게" (1999년, NTV)
- V의 아라시 (후지TV, 1999년)
- 사상 최악의 데이트 (NTV, 2000년)
  - "the 2nd Dates : 본비 미소년 vs 부자 아가씨" (2000년)
- 무카이 아라타의 동물일기 ~ 애견 로시난테의 재난~ 최종화 (2001년, NTV) ※특별출연
- 김전일 소년의 사건부 : 마술 열차 살인 사건 (2001년, NTV)
- 김전일 소년 사건부 (NTV, 2001년)
- 고쿠센 1기 (NTV, 2002년)
- 고쿠센 리턴즈 ~ 총집편 & 12월의 양쿠미 스페셜~ (2002, NTV)
- 착한 아이의 친구~ 신입 보육사 이야기~ 최종화 (2003년, NTV) ※특별출연
- 고쿠센 스페셜 안녕 3학년 D반~ 양쿠미 눈물의 졸업식 (2003년, NTV)
- 너는 펫 (TBS, 2003년판)
- 프로포즈 세상에서 가장 행복한 기간 "에피소드 1 소방서의 사랑" (NTV, 2005년)
- 꽃보다 남자 (TBS, 2005년)
- 꽃보다 남자 리턴즈 (TBS, 2007년)
- 기묘한 이야기 15주년 특별편 "이마키요상" (후지TV, 2006년)
- 밤비노! (NTV, 2007년)
- 24시간 테레비 스페셜 드라마 "뮤의 다리, 아빠에게 줄게" (NTV, 2008년)
- 0호실의 손님 (후지TV, 2009년) 2화 ※사진으로 특별출연
- 스마일 (TBS, 2009년)
- 마지막 약속 (후지TV, 2010년)
- 후지TV 개국 50주년 기념 드라마 "우리 집의 역사" (후지TV, 2010년)
- 괴물군 (NTV, 2010년) ※특별출연
- 여름의 사랑은 무지개색으로 빛난다 (후지TV, 2010년)
- 바텐더 1화, 2화 (TV아사히, 2011년) ※사진으로 특별출연
- 이제 유괴같은건 안할래 (후지TV, 2012년) ※특별출연
- 럭키 세븐 (후지TV, 2012년)
- 럭키 세븐 스페셜 (후지TV, 2013년)
- N콘 80회 기념 드라마 시작의 노래 (NHK, 2013년)
- 우리들의 용기 미만도시 2017 (NTV, 2017년)
- 실연 쇼콜라티에 (후지TV, 2014년)
- 99.9 ~형사 전문 변호사~ - 미야마 히로토역
  - 99.9 ~형사 전문 변호사~ 시즌1 (TBS, 2016년)
  - 99.9 ~형사 전문 변호사~ 시즌2 (TBS, 2018년)
  - 99.9 ~형사 전문 변호사~ 완전 신작 SP 새로운 만남편 ~ 영화 개봉 전야제 ~ (2021년 12월 29일, TBS)
- 꽃보다 맑음~ 꽃남 Next Season~ 제1화 (2018년 4월 17일, TBS) - 도묘지 츠카사 (우정출연)
- 영원한 니시파~홋카이도라고 이름 붙인 남자 마츠우라 다케시로~ (2019년 7월 15일 홋카이도는 6월 7일 선행방송, NHK 종합) - 주연 마츠우라 다케시로 역
- 이웃의 치카라 (2022년 1월 20일 - , TV 아사히) - 주연 · 치카라 역
- 어쩌지 이에야스 (2023년, NHK 종합, 대하 드라마) -토쿠가와 이에야스

### 영화
- 신주쿠 소년탐정단 (쇼치쿠, 1998년)
- 피칸치 LIFE IS HARD 그러나 HAPPY (제이 스톰 2002년)
- 피칸치 LIFE IS HARD 그래서 HAPPY (제이 스톰, 2004년)
- 도쿄 타워 (토호, 2004년)
- 나는 여동생을 사랑한다 (쇼게이트, 2007년)
- 황색눈물 (제이 스톰, 2007년)
- 숨은 요새의 세 악인 THE LAST PRINCESS (토호, 2008년)
- 극장판 꽃보다 남자 파이널 (토호, 2008년)
- 양지의 그녀 (토호, 2013년) - 오쿠다 코스케 역
- 피칸치 LIFE IS HARD 아마도 HAPPY (제이 스톰, 2014년) - 봄 역
- 나라타주 (토호, 2017년) - 하야마 타카시 역
- 99.9-형사 전문 변호사-THE MOVIE (2021년12월30일 개봉) - 미야마 히로토

### 무대(연극)
- Stand by me (1997년)
- West Side Story (2004년)
- 에덴의 동쪽 (2005년)
- 백야의 여기사 (2006년)
- 아아, 황야 (2011년)

### 라디오
- 한밤의 소년들 (ABC 라디오, 1997년 10월 ~ 1999년 9월)
- JUN STYLE (FM NACK5, 2002년 10월 5일 ~ 2011년 9월 24일 방송 종료)
- <마츠모토 준의 회상록> TOKYO FM 특별 프로그램 (2017년 10월 6일, 10월 13일, 10월 20일, TOKYO FM/JFN)

### 버라이어티 프로그램
- 사랑 LOVE 주니어 (1996년 ~ 1998년, TV도쿄)
- 뮤직 점프 (1997년 ~ 1999년, NHK-BS2)
- SHOW-NEN J (1998년, TV아사히)
- Gyu!와 꼭 껴안고 싶다! (1998년, NTV)
- 8시다 J (1998년 ~ 1999년, TV아사히)
- 비스트로 저니 (1998년 ~ 1999년, TV 아사히)
- 세계 1 SHOW 타임~ 개런티를 결정하는 것은 당신~ 제4회, 제5회, 제6회 (2011년, 2012년, NTV) - 진행

## 광고(CM)
- 미사와 홈 (1998년)
- 반다이 <다마고치 수컷 치노 암컷 치노> (1999년)
- 모리가나유업 <에스키모 피노> (1998년 ~ 2000년)
- 부르봉프티 (2000년 ~ 2002년)
- 맥도날드 (2001년)
- 일본 코카콜라 <코카콜라> (2003년)
- 파르코 <그랑 바자> (2004년)
- 하우스 식품 <상쾌한 한숨 수퍼 카테킨> (2004년)
- 산토리 음료 <펩시 넥스> (2008년)
- KDDI (2008년 ~ 2012년)
- 일본 켄터키 후라이드 치킨(KFC)
  - <폿토빠이와 치킨 BOX> (2009년)
  - <토마토 크림 팟 파이> (2010년)
  - <치킨 크림 팟 파이, 새우가 들어간 토마토 크림 팟 파이> (2011년)
- KOSE <파시오> (2010년 ~ 2013년)
- KOSE 고세 코스메포트 <쥬레무> (2013년 ~ )
- 다이오 제지 <엘리 에르 + Water> (2010년 ~ )
- JAL (2010년 ~ )
- 기린 맥주
  - <탄레이 그린라벨> (2010년 ~ 2013년)
  - <일본의 능숙한 캠페인 2011> (2011년)
  - <기린 이치방 시보리> (2014년 ~ 2017년)
- 닌텐도
  - <마리오 카트 Wii> (2010년)
  - <돈키콩 리턴즈> (2010년)
  - <마리오 카트 7>
  - <닌텐도 3DS>
- 리크루트 <핫 페파 뷰티> (2011년)
- 닛산 자동차 (2012년 ~ 2015년)
- 메이지제과 <메이지 밀크 초콜릿 크리스피스> (2012년 ~ 2013년)

## 그외 출연
- 제80회 전국고등학교야구선수권대회 프리이벤트(1998년 8월 6일)
- 도쿄만 대화화축제(1998년 8월 8일)
- 제17회 금곡장 시상식(2006년 6월 10일)

## 수상 경력
- 2002년
  - 제33회 더 텔레비전 드라마 아카데미상 ( 고쿠센 )
- 2005년
  - 제47회 더 텔레비전 드라마 아카데미상 ( 꽃보다 남자 )
  - 제2회 드라마 오브 더 이어 2005 ( 꽃보다 남자 )
- 2007년
  - 제10회 일간스포츠 드라마 그랑프리 ( 꽃보다 남자 리턴즈 )
  - 제53회 더 텔레비전 드라마 아카데미상 남우주연상( 밤비 노! )
- 2008년
  - 제3회 GQ Men of the Year 2008 GQ재팬 선정 2008년을 빛낸 남자[20]
- 2010년
  - 보세 베스트 코스메틱 어워드 VOCE BEST COSMETICS AWARDS 2010 특별상
- 2012년
  - 제72회 더 텔레비전 드라마 아카데미상 남우주연상 ( 럭키 세븐 )
- 2014년
  - 제80회 더 텔레비전 드라마 아카데미상 남우주연상 ( 실연 쇼콜라티에 )
  - 제17회 닛칸스포츠·드라마 그랑프리 남우주연상( 실연 쇼콜라티에 )
  - 제25회 일본 쥬얼리 베스트 드레서상 특별상
- 2018년
  - 제21회 일간스포츠드라마그랑프리 남우주연상( 99.9 - 형사전문변호사- )
  - 제96회 더 텔레비전 드라마 아카데미상 남우주연상( 99.9 - 형사전문변호사- )
  - 2018년 TV LIVE 연간 드라마 대상 남우주연상( 99.9-형사 전문 변호사- )

## 서적

### 사진집
- 《나는 여동생을 사랑하다》 (official photo book) 마츠모토 쥰 (2007년, 쇼가쿠칸) ISBN 978-4093637091

### 잡지 연재
- "로드쇼" "마츠모토 준의 CINEMA SIDEWALK" (2005년 8월호)
- "월간 Telepalf" "더, 마츠준!" (2007년 1월호 - 4월호)
- "주간 더 텔레비전" "밤비~노"(2007년 18호 - 26호)
- "TV LIFE" 쥰 모드"(2010년 15호) "나츠준" 20호)
- '주간 더 텔레비전' '마츠모토 준의 7색 조사 FILE'(2011년 12월호 - 2012년 2월호)
- 'an·an (안)' 매거진 하우스 (2007년 2월호 - 2012년 1월호, 2014년 1월호 - )